# County (Vereinigte Staaten)

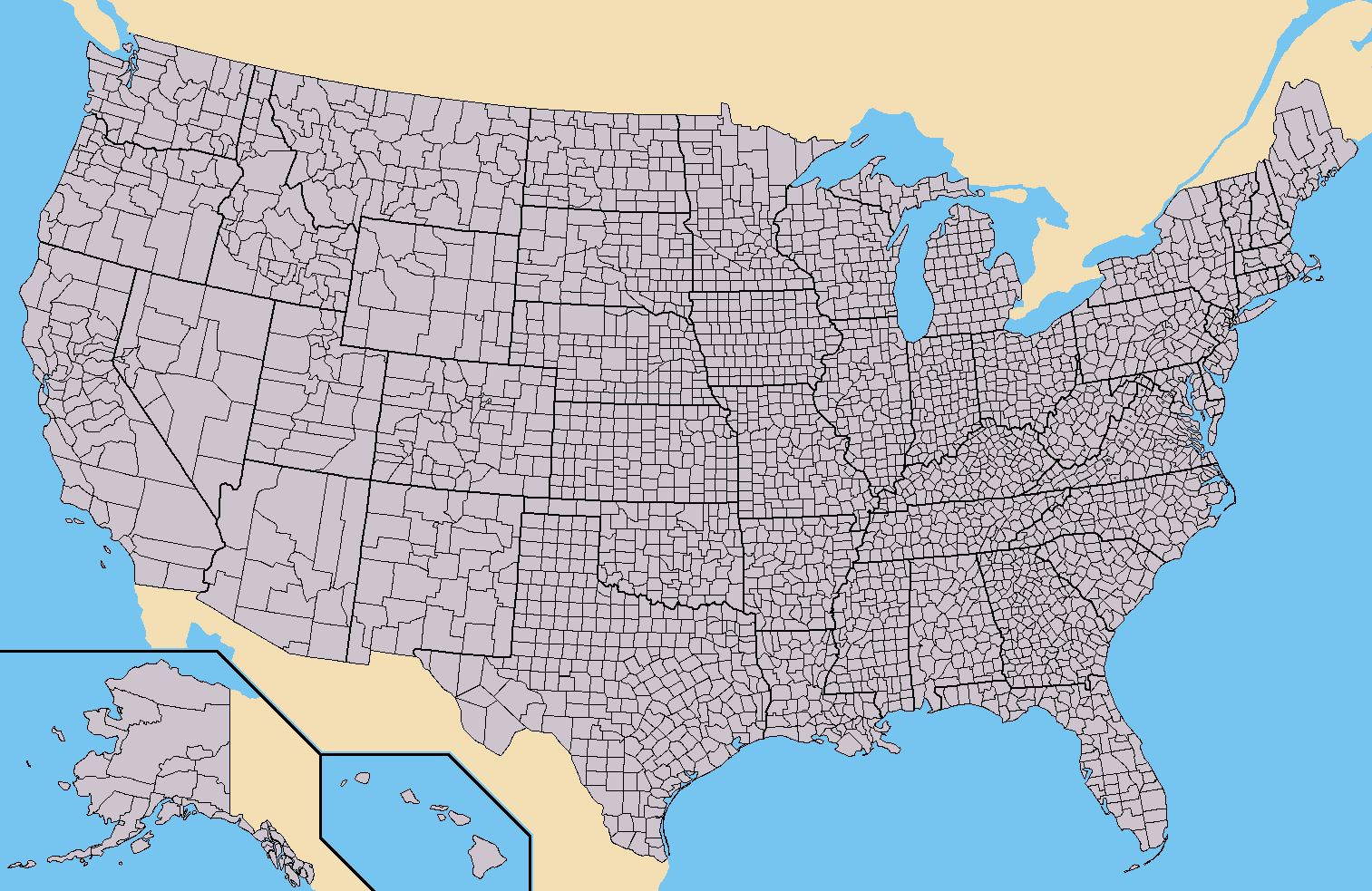
Karte der USA mit County-Grenzen

County (das oder die; Plural: englisch counties, deutsch Countys) heißen in 48 der 50 Bundesstaaten der USA regionale Verwaltungseinheiten (Gebietskörperschaften). Louisiana ist stattdessen in Parishes und Alaska in Boroughs und Census Areas eingeteilt. Das Wort county heißt übersetzt Grafschaft; der Name wurde von den Briten nach Nordamerika gebracht, wo es jedoch nie Grafen gab, die ein County als feudales Lehen erhielten. Laut US-Volkszählungsbehörde existieren in den USA 3144 Countys oder vergleichbare Einheiten. 

## Beschreibung
Die Countys dienen als mittlere Verwaltungsebene zwischen den Bundesstaaten und den einzelnen Ortschaften. Da die gesetzlichen Regelungen über die Organisation eines County aus dem Recht des jeweiligen Bundesstaates stammen, variieren sie von Staat zu Staat und teilweise auch innerhalb desselben Staates erheblich.
Die Stadt, in der Verwaltung und Gerichte des Countys ansässig sind, heißt County Seat. Üblicherweise besteht ein gewähltes Gremium, das je nach Staat variierende Bezeichnungen wie county commission, board of supervisors, county council oder board of chosen freeholders trägt. Die exekutive Gewalt liegt bei einem gewählten oder ernannten county executive, county administrator oder county manager. Die Polizeibefugnisse innerhalb eines Countys liegen oft beim Sheriff, der im Normalfall direkt gewählt wird.
Innerhalb eines Countys können sich einzelne Siedlungen im Laufe der Zeit ausgründen und damit eine eigene Gebietskörperschaft unterhalb des Countys bilden. Welche Untergliederungen möglich sind, richtet sich nach dem Recht des jeweiligen Bundesstaates. Auch hier unterscheiden sich die Regelungen gravierend. In den meisten Bundesstaaten bestehen Citys und/oder Towns (Städte) sowie in einigen Fällen Villages (Dörfer). Andere kennen Townships, Precincts oder Distrikte. Als Kriterien dienen in den meisten Bundesstaaten Mindestzahlen an Einwohnern.
Keine rechtlich selbständigen Untergliederungen sind Districts, Census County Divisions oder Census-designated places.
Die Countys können in einigen Bundesstaaten die Höhe der Umsatzsteuer (sales tax) bestimmen. Sie können auch bestimmen, welche Regelungen für Alkohol gelten (Dry County). Darüber hinaus obliegt auch die spezifische Tax-Lien-Regelung jedem County und kann sich daher stark unterscheiden.

## Äquivalente Einheiten

Der unorganisierte Bezirk in Alaska

Neben den Countys, die in 48 der 50 Bundesstaaten existieren, gibt es noch einige Einheiten, die mit Countys vergleichbar sind. Louisiana ist statt in Countys in 64 Parishes (deutsch ursprünglich Pfarreien oder Kirchspiele) eingeteilt, in Alaska gibt es 19 Boroughs (Bezirke), die eine eigene Organisation haben. Ein 20. Bezirk, der Unorganized Borough (Unorganisierter Bezirk), hat keine eigene Organisation. Er macht den größten Teil der Fläche von Alaska aus (so groß wie Deutschland und Frankreich zusammen), wird aber nur von einem minimalen Teil der Bevölkerung bewohnt. Das Gebiet wird von der US-Volkszählungsbehörde (nicht vom Staat Alaska) in zehn Census Areas (Erhebungsgebiete) eingeteilt (Alaska wird somit also aus 29 countyähnlichen Einheiten bestehend gezählt).
42 unabhängige Städte (independent cities) (Baltimore, St. Louis, Carson City, und 39 Städte in Virginia) zählen ähnlich wie ein County. Es existieren auch einige konsolidierte Stadt-Countys, wobei die jeweiligen Stadt- und County-Verwaltungen vereinigt wurden, wie beispielsweise Philadelphia, San Francisco, Denver, Honolulu, Los Alamos Oder Nantucket.
Countys sind ungefähr mit den deutschen Landkreisen, österreichischen Verwaltungsbezirken bzw. Schweizer Bezirken vergleichbar. Auf die Fläche gerechnet ist ein County in den USA im Durchschnitt etwa dreimal so groß wie Kreise und Städte in Deutschland.

## Statistiken
Die US-Volkszählungsbehörde zählt 3142 Countys und vergleichbare Einheiten, die durchschnittliche Anzahl je Bundesstaat ist 63. Texas hat mit 254 die meisten, Delaware mit 3 die wenigsten Countys aller Bundesstaaten; allerdings kommt der District of Columbia – der als ein eigenes County bzw. sogenanntes County-Äquivalent gezählt wird – nur auf die Anzahl von 1.
Im Jahr 2000 hatte ein County eine durchschnittliche Fläche von 1611 km², das ist etwa 1,5 Mal so groß wie ein deutscher Landkreis oder eine Englische Grafschaft oder ein Viertel der Fläche eines französischen Départements.
Die Größe der Countys variiert zwischen den einzelnen Staaten, wobei Countys im Westen der USA deutlich größer sind als im Osten. So ist ein County in Ohio durchschnittlich 1203 km² und in Georgia 937 km² groß, während sie in westlichen Staaten wie Kalifornien (6956 km²) und Utah (7338 km²) deutlich größer sind.
Das flächenmäßig größte County ist der North Slope Borough in Alaska. Er kommt auf 245.435 km² (mehr als zwei Drittel der Fläche von Deutschland). Das kleinste ist New York County (umfasst nur Manhattan) mit 87,5 km². In den 48 Kernstaaten ist San Bernardino County in Kalifornien mit einer Fläche von 52.073 km² (größer als Niedersachsen) am größten. Berücksichtigt man die unabhängigen (kreisfreien) Städte, ist Falls Church mit 5,0 km² die kleinste Verwaltungseinheit mit Countyaufgaben.
Ein County hat durchschnittlich eine Bevölkerung von etwa 100.000 Einwohnern, im Median laut Bevölkerungszählung im Jahr 2000 von 24.544 Einwohnern. 2000 hatten nur 16,1 % der Countys eine Einwohnerzahl von mehr als 100.000.
Mit einer Einwohnerzahl von 9,82 Mio. ist Los Angeles County in Kalifornien am größten, am kleinsten ist Loving County in Texas mit 64 Einwohnern (Stand 2020).

## Besonderheiten
- Die fünf Stadtbezirke von New York City sind gleichzeitig Countys des Staates New York. Sie haben jedoch keine Verwaltungsaufgaben, diese werden von der Stadt ausgeführt. In drei Fällen weichen die Namen ab: Manhattan heißt als County des Bundesstaates New York New York County, Brooklyn heißt Kings County und Staten Island heißt Richmond County.
- 1960 wurden die County-Regierungen in Connecticut abgeschafft, die Countys dienen nur noch geografischen Zwecken. Auch in Rhode Island haben sie keine Verwaltungsaufgaben mehr.
- Massachusetts hat 1999 in acht der 14 Countys ebenfalls die County-Regierungen abgeschafft.